# Adénite
 (décembre 2024).
Si vous disposez d'ouvrages ou d'articles de référence ou si vous connaissez des sites web de qualité traitant du thème abordé ici, merci de compléter l'article en donnant les références utiles à sa vérifiabilité et en les liant à la section « Notes et références ».
Une adénite est une inflammation d'un ou plusieurs nœuds lymphatiques (ou ganglions). On parle aussi d'adénopathie : maladie d'un nœud lymphatique.

## Origine infectieuse
Lors d'une infection d'un tissu ou d'un organe, les systèmes de défense immunitaire provoquent une augmentation de volume des nœuds lymphatiques de voisinage (adénopathie). 
Le nœud lymphatique peut à son tour être infecté et devenir douloureux et purulent. C'est l'adénite. 
En l'absence de plaie macroscopique, certaines bactéries peuvent provoquer une adénite d'allure isolée : les streptocoques bêta-hémolytiques, Bartonella henselae (maladie de la griffade du chat) et les mycobactéries.
Les adénopathies virales ne prennent généralement pas l'allure d'adénite, à l'exception du virus Herpes simplex.

## Origine tumorale
Les tumeurs malignes ou des processus hématologiques malins (maladie de Hodgkin…) provoquent une augmentation du nœud lymphatique atteint.

## Origine auto-immunitaire
On peut rencontrer des adénites lors de maladies auto-immunes.

## Origine mécanique
Le frottement répété d'un nœud lymphatique peut entraîner une réaction inflammatoire bénigne mais douloureuse du nœud lymphatique stimulé ; c'est le cas de patients anxieux qui palpent plusieurs fois par jour et pendant plusieurs jours des nœuds lymphatiques superficiels.

## Adénite aiguë
C'est une réaction ganglionnaire inflammatoire due à une inoculation septique à distance.
Peut être en rapport avec une lymphangite tronculaire.
Cause : plaie, piqûre.
Classiquement on décrit un abcès en chaud en aval : les bactéries remontent le long du courant lymphatique qui draine l'abcès, ce qui entraîne l'adénite simple (perte de la mobilité de l'adénopathie qui devient douloureuse à la palpation). Cette adénite simple évolue vers l'adénite suppurée. 

## Adénite suppurée
Adénite accompagnée des quatre signes généraux de l'inflammation : Rubor (rougeur), Tumor (tuméfaction), Dolor (douleur), Calor (chaleur). Du pus commence à se créer au centre de l'adénite (qui doit être évacué s'il est assez important pour provoquer un ballottement : adénite collectée). 
Ce type d'adénite peut évoluer vers l'adénophlégmon. 

## Adénophlégmon
Atteinte plus grave car elle concerne toute la chaîne ganglionnaire : les signes généraux de l'inflammation sont retrouvés sur toute la zone concernée, ce qui constitue un véritable placard inflammatoire.